# 小池四郎 (衆議院議員)

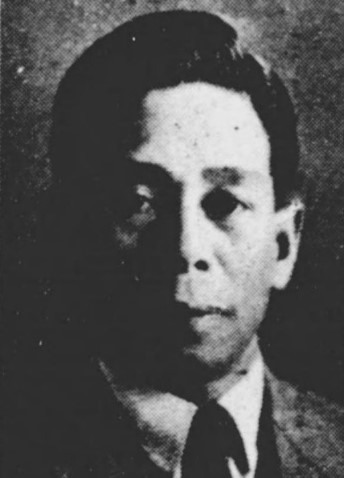
小池四郎

小池 四郎（こいけ しろう、1892年（明治25年）3月21日 - 1946年（昭和21年）3月11日）は、日本の社会事業家、政治家。衆議院議員。

## 経歴
東京市神田区神田錦町（現東京都千代田区）で、書家・小池淡（学山）の四男として生まれる。1917年7月、東京帝国大学工学部採鉱学科を卒業。
卒業後、鈴木商店に入社。帝国炭業木屋瀬鉱業所長となり、1924年、社会運動に加わるため退社し、上京して出版社クララ社を立ち上げた。
1926年、社会民衆党の結成に加わり、中央執行委員、福岡県支部連合会会長を務めた。1932年2月、第18回衆議院議員総選挙に福岡県第四区から出馬して当選。同年5月、赤松克麿が結成した国家社会主義政党・日本国家社会党に参加し中央執行委員、組織部長、福岡県支部連合会会長に就任。日本中小商工業者連盟会長、日本労働同盟相談役も務めた。日本国家社会党の内紛で赤松が離党し、1934年2月、同党が愛国政治同盟と改称して総務委員長に就任。1936年2月、第19回総選挙で落選。同年11月、今村等らと対立して愛国政治同盟を解散した。1937年4月、第20回総選挙では赤松、江藤源九郎らの政治改革協議会公認で出馬して再選され、衆議院議員を通算二期務めた。同年7月、日本革新党の結成に加わり、総務委員、商工委員長に就任。1940年7月、新体制運動により日本革新党は解党した。
1942年4月の第21回総選挙で落選。その後、日本南方協会の稲作訓練所長（所在地:静岡県田方郡函南村）、同会理事長などを務めた。

## 著作
- 『鉱山技術叢書 第1輯』日本鉱業新聞社、1921年。
- 『英国の労働党』クララ社、1924年。
- 『非資本主義的人口論 : 産児調節論ノ価値ニ就テ 小池四郎小論輯Ⅰ』クララ社、1926年。
- 『智識階級の行くべき道』〈社会民衆党パンフレット 特輯 1〉社会民衆党本部、1927年。
- 『俸給生活者保護法』〈社会民衆党パンフレット2〉社会民衆党本部、1927年。
- 『貧乏人と金持』〈工人パンフレツト1〉日本工人倶楽部出版部、1927年。
- 『金解禁と無産階級 : 金解禁とは何か? 社会民衆党は金解禁を如何に見るか?』クララ社、1929年。
- 『俸給生活者論』青雲閣書房、1929年。
- 『小企業者論』〈民衆政治講座 №17〉クララ社、1929年。
  - 改題『小工業者並に小売商人の窮乏を如何に打開するか』クララ社、1930年。
- 『階級論』クララ社、1930年。
- 『俸給生活者の階級的任務』クララ社、1930年。
- 『国際労働機関を脱退すべし』小池四郎、1933年。
- 述『満洲国経営の三大重点』小池四郎、1933年。
- 述『地方自治制の新らしき精神と形式』維新日本社、1934年。
- 『比島独立と日本の態度 : 附・マクダフィー・タイデイング法(独立法)』〈愛政パンフレツト 第2輯〉維新日本社、1935年。
- 『技術を忘れたる生産力拡充計劃の欠陥』小池四郎、1939年。
- 『何故に斉藤隆夫君は懲罰に附せられたる乎 : 国民は正しく認識せよ!』森本耕、1940年。

共著
- 片山哲『伸び行く社会民衆党』クララ社、1929年。
- 大岩誠『高岳親王の御事蹟』日本南方協会、1942年。

訳書
- ストープス『母様! 僕どうして生れたの?』クララ社、1924年。
- ストープス『生ルルモノノ禍 : 戯曲』クララ社、1924年。
- アプトン・シンクレーア『人は何故貧乏するか?』春秋社、1927年。
- 『社會主義か資本主義か : 英議會に於ける歴史的討論 第2討議』クララ社、1930年。
- ウエルズ『汝の靴を見よ』クララ社、1930年。
- L.L.ローウヰン『インターナショナルの苦悶』クララ社、1930年。
- トロツキー『レニンの横顔』春陽堂、1931年。
- ポール・アインチヒ『国際金融争覇戦』同文館、1931年。
- カウツキー『五ケ年計画立往生 : サウィエート・ロシアの革命的実験は成功したか?』先進社、1931年。
- H.R.ニツカボツカア『独逸を探る : フアシスト?ソヴエート?』先進社、1932年。
- サー・フランク・フオツクス『議会政治は失敗か?』先進社、1932年。
- ビ・シ・グルーエンバーグ『両親と性教育』シ・ビ・オールヅ、1937年。
- セオドル・アベル『ヒトラーとその運動 : 血盟六百の部下は斯く語る』実業之日本社、1940年。

共訳
- 安部磯雄『インターナショナル歴史現状発展』春陽堂、1931年。

## 親族
- 妻 小池元子 – クララ洋裁学院（小池洋裁学院）長[4][5]